# Sudan i olympiska sommarspelen 1988
Sudan deltog i de olympiska sommarspelen 1988 med en trupp bestående av åtta deltagare, men ingen av dessa erövrade någon medalj.

## Friidrott
Herrarnas 10 000 meter
- Musa Ahmed Joda
  1. Heat – 29:03,87 (→ gick inte vidare)